# Cirtocrínides
Els cirtocrínides (Cyrtocrinida) són un ordre de crinoïdeus articulats proveïts d'un peduncle que els fixa al fons marí. La majoria de les espècies d'aquest grup són fòssils, en un període de va des del Devonià fins al Paleocè. Només es coneixen vuit espècies actuals.

## Característiques
Els membres d'aquest ordre tenen tija que consisteixen en una sola unitat esquelètica o un nombre molt reduït d'unitats. No hi ha cirrus, i la base expandida de la tija s'uneix directament al substrat. El calze pot ser asimètric i consta de cinc braços units a cinc ossicles radials.

## Taxonomia
L'odre Cyrtocrinida inclou vuit espècies actuals en tres famílies:
- Subordre Cyrtocrinina Sieverts-Doreck, 1952
  - Família Sclerocrinidae Jaekel, 1918

- Subordre Holopodina Arendt, 1974
  - Família Eudesicrinidae Bather, 1899
  - Família Holopodidae Zittel, 1879